# Šanov (Boemia centrale)
Šanov è un comune della Repubblica Ceca facente parte del distretto di Rakovník, in Boemia Centrale.